# Мркела, Андрей
Андрей Мркела (серб. Андреј Мркела / Andrej Mrkela, родился 9 апреля 1992 в Энсхеде) — сербский футболист, полузащитник клуба «Спартак Суботица». Сын футболиста Митара Мркелы.

## Карьера

### Клубная
Воспитанник школы белградской «Црвены Звезды». С 2008 по 2011 годы сыграл всего две встречи за основной состав клуба, большую часть времени проводил в арендах у команд ОФК, «Сопот» и «Рад». В составе «Рада» дебютировал в Лиге Европы УЕФА 30 июня 2011 в матче против сан-маринского «Тре Пенне». В 2012 году перешёл в «Рад», однако не провёл ни одного матча за его основной состав в чемпионате Сербии. В настоящий момент на правах аренды играет за «Эскишехирспор».

### В сборной
Играл за сборные Сербии до 17 и до 19 лет, в составе команды до 19 лет стал бронзовым призёром чемпионата Европы 2011 года.